# Unicodeblock Osmanische Siyaq-Zahlzeichen
Der Unicodeblock Osmanische Siyaq-Zahlzeichen (engl. Ottoman Siyaq Numbers, U+1ED00 bis U+1ED4F) enthält die spezielle Zahlzeichen der Arabischen Schrift, die im Rechnungswesen der Osmanischen Sprache benutzt wurden.

## Liste
Alle Zeichen haben die bidirektionale Klasse „arabischer Buchstabe“.
| Unicodenummer    | Zeichen (400 %) | Kategorie           | Offizielle Bezeichnung                      | Beschreibung                                           |
| ---------------- | --------------- | ------------------- | ------------------------------------------- | ------------------------------------------------------ |
| U+1ED01 (126209) | 𞴁               | anderes Zahlzeichen | OTTOMAN SIYAQ NUMBER ONE                    | Osmanisches Siyaq-Zahlzeichen Eins                     |
| U+1ED02 (126210) | 𞴂               | anderes Zahlzeichen | OTTOMAN SIYAQ NUMBER TWO                    | Osmanisches Siyaq-Zahlzeichen Zwei                     |
| U+1ED03 (126211) | 𞴃               | anderes Zahlzeichen | OTTOMAN SIYAQ NUMBER THREE                  | Osmanisches Siyaq-Zahlzeichen Drei                     |
| U+1ED04 (126212) | 𞴄               | anderes Zahlzeichen | OTTOMAN SIYAQ NUMBER FOUR                   | Osmanisches Siyaq-Zahlzeichen Vier                     |
| U+1ED05 (126213) | 𞴅               | anderes Zahlzeichen | OTTOMAN SIYAQ NUMBER FIVE                   | Osmanisches Siyaq-Zahlzeichen Fünf                     |
| U+1ED06 (126214) | 𞴆               | anderes Zahlzeichen | OTTOMAN SIYAQ NUMBER SIX                    | Osmanisches Siyaq-Zahlzeichen Sechs                    |
| U+1ED07 (126215) | 𞴇               | anderes Zahlzeichen | OTTOMAN SIYAQ NUMBER SEVEN                  | Osmanisches Siyaq-Zahlzeichen Sieben                   |
| U+1ED08 (126216) | 𞴈               | anderes Zahlzeichen | OTTOMAN SIYAQ NUMBER EIGHT                  | Osmanisches Siyaq-Zahlzeichen Acht                     |
| U+1ED09 (126217) | 𞴉               | anderes Zahlzeichen | OTTOMAN SIYAQ NUMBER NINE                   | Osmanisches Siyaq-Zahlzeichen Neun                     |
| U+1ED0A (126218) | 𞴊               | anderes Zahlzeichen | OTTOMAN SIYAQ NUMBER TEN                    | Osmanisches Siyaq-Zahlzeichen Zehn                     |
| U+1ED0B (126219) | 𞴋               | anderes Zahlzeichen | OTTOMAN SIYAQ NUMBER TWENTY                 | Osmanisches Siyaq-Zahlzeichen Zwanzig                  |
| U+1ED0C (126220) | 𞴌               | anderes Zahlzeichen | OTTOMAN SIYAQ NUMBER THIRTY                 | Osmanisches Siyaq-Zahlzeichen Dreißig                  |
| U+1ED0D (126221) | 𞴍               | anderes Zahlzeichen | OTTOMAN SIYAQ NUMBER FORTY                  | Osmanisches Siyaq-Zahlzeichen Vierzig                  |
| U+1ED0E (126222) | 𞴎               | anderes Zahlzeichen | OTTOMAN SIYAQ NUMBER FIFTY                  | Osmanisches Siyaq-Zahlzeichen Fünfzig                  |
| U+1ED0F (126223) | 𞴏               | anderes Zahlzeichen | OTTOMAN SIYAQ NUMBER SIXTY                  | Osmanisches Siyaq-Zahlzeichen Sechzig                  |
| U+1ED10 (126224) | 𞴐               | anderes Zahlzeichen | OTTOMAN SIYAQ NUMBER SEVENTY                | Osmanisches Siyaq-Zahlzeichen Siebzig                  |
| U+1ED11 (126225) | 𞴑               | anderes Zahlzeichen | OTTOMAN SIYAQ NUMBER EIGHTY                 | Osmanisches Siyaq-Zahlzeichen Achtzig                  |
| U+1ED12 (126226) | 𞴒               | anderes Zahlzeichen | OTTOMAN SIYAQ NUMBER NINETY                 | Osmanisches Siyaq-Zahlzeichen Neunzig                  |
| U+1ED13 (126227) | 𞴓               | anderes Zahlzeichen | OTTOMAN SIYAQ NUMBER ONE HUNDRED            | Osmanisches Siyaq-Zahlzeichen Einhundert               |
| U+1ED14 (126228) | 𞴔               | anderes Zahlzeichen | OTTOMAN SIYAQ NUMBER TWO HUNDRED            | Osmanisches Siyaq-Zahlzeichen Zweihundert              |
| U+1ED15 (126229) | 𞴕               | anderes Zahlzeichen | OTTOMAN SIYAQ NUMBER THREE HUNDRED          | Osmanisches Siyaq-Zahlzeichen Dreihundert              |
| U+1ED16 (126230) | 𞴖               | anderes Zahlzeichen | OTTOMAN SIYAQ NUMBER FOUR HUNDRED           | Osmanisches Siyaq-Zahlzeichen Vierhundert              |
| U+1ED17 (126231) | 𞴗               | anderes Zahlzeichen | OTTOMAN SIYAQ NUMBER FIVE HUNDRED           | Osmanisches Siyaq-Zahlzeichen Fünfhundert              |
| U+1ED18 (126232) | 𞴘               | anderes Zahlzeichen | OTTOMAN SIYAQ NUMBER SIX HUNDRED            | Osmanisches Siyaq-Zahlzeichen Sechshundert             |
| U+1ED19 (126233) | 𞴙               | anderes Zahlzeichen | OTTOMAN SIYAQ NUMBER SEVEN HUNDRED          | Osmanisches Siyaq-Zahlzeichen Siebenhundert            |
| U+1ED1A (126234) | 𞴚               | anderes Zahlzeichen | OTTOMAN SIYAQ NUMBER EIGHT HUNDRED          | Osmanisches Siyaq-Zahlzeichen Achthundert              |
| U+1ED1B (126235) | 𞴛               | anderes Zahlzeichen | OTTOMAN SIYAQ NUMBER NINE HUNDRED           | Osmanisches Siyaq-Zahlzeichen Neunhundert              |
| U+1ED1C (126236) | 𞴜               | anderes Zahlzeichen | OTTOMAN SIYAQ NUMBER ONE THOUSAND           | Osmanisches Siyaq-Zahlzeichen Eintausend               |
| U+1ED1D (126237) | 𞴝               | anderes Zahlzeichen | OTTOMAN SIYAQ NUMBER TWO THOUSAND           | Osmanisches Siyaq-Zahlzeichen Zweitausend              |
| U+1ED1E (126238) | 𞴞               | anderes Zahlzeichen | OTTOMAN SIYAQ NUMBER THREE THOUSAND         | Osmanisches Siyaq-Zahlzeichen Dreitausend              |
| U+1ED1F (126239) | 𞴟               | anderes Zahlzeichen | OTTOMAN SIYAQ NUMBER FOUR THOUSAND          | Osmanisches Siyaq-Zahlzeichen Viertausend              |
| U+1ED20 (126240) | 𞴠               | anderes Zahlzeichen | OTTOMAN SIYAQ NUMBER FIVE THOUSAND          | Osmanisches Siyaq-Zahlzeichen Fünftausend              |
| U+1ED21 (126241) | 𞴡               | anderes Zahlzeichen | OTTOMAN SIYAQ NUMBER SIX THOUSAND           | Osmanisches Siyaq-Zahlzeichen Sechstausend             |
| U+1ED22 (126242) | 𞴢               | anderes Zahlzeichen | OTTOMAN SIYAQ NUMBER SEVEN THOUSAND         | Osmanisches Siyaq-Zahlzeichen Siebentausend            |
| U+1ED23 (126243) | 𞴣               | anderes Zahlzeichen | OTTOMAN SIYAQ NUMBER EIGHT THOUSAND         | Osmanisches Siyaq-Zahlzeichen Achttausend              |
| U+1ED24 (126244) | 𞴤               | anderes Zahlzeichen | OTTOMAN SIYAQ NUMBER NINE THOUSAND          | Osmanisches Siyaq-Zahlzeichen Neuntausend              |
| U+1ED25 (126245) | 𞴥               | anderes Zahlzeichen | OTTOMAN SIYAQ NUMBER TEN THOUSAND           | Osmanisches Siyaq-Zahlzeichen Zehntausend              |
| U+1ED26 (126246) | 𞴦               | anderes Zahlzeichen | OTTOMAN SIYAQ NUMBER TWENTY THOUSAND        | Osmanisches Siyaq-Zahlzeichen Zwanzigtausend           |
| U+1ED27 (126247) | 𞴧               | anderes Zahlzeichen | OTTOMAN SIYAQ NUMBER THIRTY THOUSAND        | Osmanisches Siyaq-Zahlzeichen Dreißigtausend           |
| U+1ED28 (126248) | 𞴨               | anderes Zahlzeichen | OTTOMAN SIYAQ NUMBER FORTY THOUSAND         | Osmanisches Siyaq-Zahlzeichen Vierzigtausend           |
| U+1ED29 (126249) | 𞴩               | anderes Zahlzeichen | OTTOMAN SIYAQ NUMBER FIFTY THOUSAND         | Osmanisches Siyaq-Zahlzeichen Fünfzigtausend           |
| U+1ED2A (126250) | 𞴪               | anderes Zahlzeichen | OTTOMAN SIYAQ NUMBER SIXTY THOUSAND         | Osmanisches Siyaq-Zahlzeichen Sechzigtausend           |
| U+1ED2B (126251) | 𞴫               | anderes Zahlzeichen | OTTOMAN SIYAQ NUMBER SEVENTY THOUSAND       | Osmanisches Siyaq-Zahlzeichen Siebzigtausend           |
| U+1ED2C (126252) | 𞴬               | anderes Zahlzeichen | OTTOMAN SIYAQ NUMBER EIGHTY THOUSAND        | Osmanisches Siyaq-Zahlzeichen Achtzigtausend           |
| U+1ED2D (126253) | 𞴭               | anderes Zahlzeichen | OTTOMAN SIYAQ NUMBER NINETY THOUSAND        | Osmanisches Siyaq-Zahlzeichen Neunzigtausend           |
| U+1ED2E (126254) | 𞴮               | anderes Symbol      | OTTOMAN SIYAQ MARRATAN                      | Osmanisches Siyaq-Zeichen Marratan                     |
| U+1ED2F (126255) | 𞴯               | anderes Zahlzeichen | OTTOMAN SIYAQ ALTERNATE NUMBER TWO          | Osmanisches Siyaq-Zahlzeichen alternative Zwei         |
| U+1ED30 (126256) | 𞴰               | anderes Zahlzeichen | OTTOMAN SIYAQ ALTERNATE NUMBER THREE        | Osmanisches Siyaq-Zahlzeichen alternative Drei         |
| U+1ED31 (126257) | 𞴱               | anderes Zahlzeichen | OTTOMAN SIYAQ ALTERNATE NUMBER FOUR         | Osmanisches Siyaq-Zahlzeichen alternative Vier         |
| U+1ED32 (126258) | 𞴲               | anderes Zahlzeichen | OTTOMAN SIYAQ ALTERNATE NUMBER FIVE         | Osmanisches Siyaq-Zahlzeichen alternative Fünf         |
| U+1ED33 (126259) | 𞴳               | anderes Zahlzeichen | OTTOMAN SIYAQ ALTERNATE NUMBER SIX          | Osmanisches Siyaq-Zahlzeichen alternative Sechs        |
| U+1ED34 (126260) | 𞴴               | anderes Zahlzeichen | OTTOMAN SIYAQ ALTERNATE NUMBER SEVEN        | Osmanisches Siyaq-Zahlzeichen alternative Sieben       |
| U+1ED35 (126261) | 𞴵               | anderes Zahlzeichen | OTTOMAN SIYAQ ALTERNATE NUMBER EIGHT        | Osmanisches Siyaq-Zahlzeichen alternative Acht         |
| U+1ED36 (126262) | 𞴶               | anderes Zahlzeichen | OTTOMAN SIYAQ ALTERNATE NUMBER NINE         | Osmanisches Siyaq-Zahlzeichen alternative Neun         |
| U+1ED37 (126263) | 𞴷               | anderes Zahlzeichen | OTTOMAN SIYAQ ALTERNATE NUMBER TEN          | Osmanisches Siyaq-Zahlzeichen alternative Zehn         |
| U+1ED38 (126264) | 𞴸               | anderes Zahlzeichen | OTTOMAN SIYAQ ALTERNATE NUMBER FOUR HUNDRED | Osmanisches Siyaq-Zahlzeichen alternative Vierhundert  |
| U+1ED39 (126265) | 𞴹               | anderes Zahlzeichen | OTTOMAN SIYAQ ALTERNATE NUMBER SIX HUNDRED  | Osmanisches Siyaq-Zahlzeichen alternative Sechshundert |
| U+1ED3A (126266) | 𞴺               | anderes Zahlzeichen | OTTOMAN SIYAQ ALTERNATE NUMBER TWO THOUSAND | Osmanisches Siyaq-Zahlzeichen alternative Zweitausend  |
| U+1ED3B (126267) | 𞴻               | anderes Zahlzeichen | OTTOMAN SIYAQ ALTERNATE NUMBER TEN THOUSAND | Osmanisches Siyaq-Zahlzeichen alternative Zehntausend  |
| U+1ED3C (126268) | 𞴼               | anderes Zahlzeichen | OTTOMAN SIYAQ FRACTION ONE HALF             | Osmanisches Siyaq-Bruchzeichen Ein Halbes              |
| U+1ED3D (126269) | 𞴽               | anderes Zahlzeichen | OTTOMAN SIYAQ FRACTION ONE SIXTH            | Osmanisches Siyaq-Bruchzeichen Ein Sechstel            |